# ソユーズT-11
ソユーズT-11 (Союз Т-11 / Soyuz T-11) は、宇宙ステーション・サリュート7号への往来を目的とした、6回目の有人ミッションである。インド人が初めてサリュート7号を訪れた。
ラケッシュ・シャルマは、インドで進められていた地球観測プログラムを行った。また、生物学や材料学の実験も行った。

## 乗組員

### 出発時
- ユーリイ・マリシェフ (2)
- ゲンナジー・ストレカロフ (3)
- ラケッシュ・シャルマ (インド) (1)

### 帰還時
- レオニード・キジム (2)
- ウラジーミル・ソロフィエフ (1)
- オレグ・アトコフ (1)

### バックアップ
- アナトリー・ベレゾボイ
- ゲオルギー・グレチコ
- ラビッシュ・マルハトラ (インド)